# Улица Милеве Марић Ајнштајн (Нови Београд)
| Улица · МИЛЕВЕ МАРИЋ АЈНШТАЈН | Улица · МИЛЕВЕ МАРИЋ АЈНШТАЈН |
| ----------------------------- | ----------------------------- |
|                               |                               |
| Општина                       | Нови Београд                  |
|                               |                               |
|                               |                               |

 Улица Милеве Марић Ајнштајн се налази на Новом Београду. Простире се дуж новобеоградског Блока 72, паралелно са улицом Др. Ивана Рибара, а у њеној непосредној близини налази се и Војвођанска улица.
У овој улици поред стамбених објеката налази се и Евроазијски тржни центар, отворен 2024. године.